# مایک مونرونی
آلمر استیلول "مایک" مونرونی (به انگلیسی: Almer Stillwell "Mike" Monroney) سناتور سابق عضو حزب دموکرات ایالات متحده آمریکا بود. وی در سال ۱۹۵۱ تا ۱۹۶۹ میلادی سناتور ایالت اکلاهما در سنای ایالات متحده آمریکا بود.